# Dżuhajna al-Gharbijja
Dżuhajna al-Gharbijja (arab. جهينة الغربية) – miasto w Egipcie, w muhafazie Sauhadż. W 2006 roku liczyło 46 768 mieszkańców.